# Мис Нао
38°44′19″ пн. ш. 0°13′00″ сх. д. / 38.73861° пн. ш. 0.21667° сх. д.
Мис Нао (ісп. Cap de la Nau, Cabo de la Nao, досл. «Корабельний мис», дав.-гр. Ἀρτεμίσιον, лат. Promontorium Dianium) — мис, розташований на східному узбережжі Іспанії (провінція Аліканте) навпроти Балеарських островів. Обмежує з півдня Валенсійську затоку. Місцевий маяк є дуже важливим для судноплавства.
| Земля | Це незавершена стаття з географії. Ви можете допомогти проєкту, виправивши або дописавши її. |